# Jack Twist
Jack Twist é um personagem fictício da literatura e do cinema. É dos personagens centrais do conto Brokeback Mountain, de Annie Proulx, e do filme O Segredo de Brokeback Mountain, onde o personagem é vivido por Jake Gyllenhaal.
Jack nasceu em 19 de Dezembro de 1944, em um rancho em Lighting Flat e seu pai, John Twist, era cowboy de rodeios, mas nunca ensinou nada para o filho, que era fascinado pela profissão.
Aos dezenove anos, sem dinheiro, Jack saiu em busca de um emprego temporário (e ilegal) de pastor de ovelhas e acaba contratado por Joe Aguirre (Randy Quaid), num rancho localizado nas isoladas e belas montanhas Brokeback. Tem, no trabalho de pastor, apenas a companhia de Ennis Del Mar‎ (Heath Ledger), de quem fica amigo.
Os dois acabam se aproximando e surge uma paixão ardente, que se tornaria um grande amor. Mas Joe Aguirre os dispensa, após flagrar os dois brincando e correndo no pasto sem camisa, o que demonstrou ao Joe o romance entre eles, e Jack e Ennis seguem seus caminhos. Jack se casa com a rica e atirada Lurren (Anne Hathaway), com quem teve Bobby, seu primeiro e único filho. 
Quatro anos depois da separação, ele se reencontra com Ennis de forma apaixonada, e passa a alternar meses de "vida em família" com dias de "pescaria" com Ennis del Mar, sua verdadeira paixão.